# Йонсен, Бьярне
Бьярне Йонсен (норв. Bjarne Johnsen; 27 апреля 1892, Берген — 4 сентября 1984, Берген) — норвежский гимнаст, чемпион летних Олимпийских игр 1912 года в командном первенстве по произвольной системе. Выступал за клуб «Бергенс».